# 금선사 (서울 종로구)
금선사(金仙寺)는 북한산국립공원 남서쪽 산기슭에 위치한 사찰이다.

## 역사
지금으로부터 600여 년 전인 조선 초, 태조 이성계 곁에서 조선의 건국과 한양 천도를 도왔던 무학대사가 창건했다. 금선사는 조선 후기 정조 임금과 관련한 사찰설화가 전해져온다. 대구 파계사에서 수행정진 중이던 용파스님은 사찰에 부과되는 각종 부역으로 전국의 사찰이 피폐하게 되자 왕과 담판을 지으려고 서울로 올라왔다. 승려의 도성출입이 금지된 시기여서 남대문 밖에서 물장수를 하며 기회를 엿보던 용파스님에게 어느날 임금을 볼 수 있는 기회가 왔다. 사찰에 부과되는 부역을 면해달라는 청을 하자 정조 임금은 자신의 후사를 이을 왕자의 탄생을 조건으로 걸게 된다.
용파스님은 금선사 목정굴에서 수행중인 농산스님을 찾아가 자초지종을 설명하고 자신은 수락산 내원암에서, 농산스님은 금선사 목정굴에서 기도에 들기로 했다. 그렇게 300일째가 되던 날 정조 임금의 후궁인 수빈 박씨의 꿈에 한 스님이 나타나 아들로 태어날 것을 점지한다. 같은 날 목정굴에서 기도하던 농산스님이 앉은 채로 열반에 들었다. 이윽고 약속대로 그 해 음력 6월 18일에 정조의 수빈 박씨가 아들을 낳으니, 농산스님이 열반에 들어 수빈 박씨 몸에서 다시 태어난 것이라 여기고 해마다 음력 6월 18일 순조 임금의 탄신제를 올리고 있다.

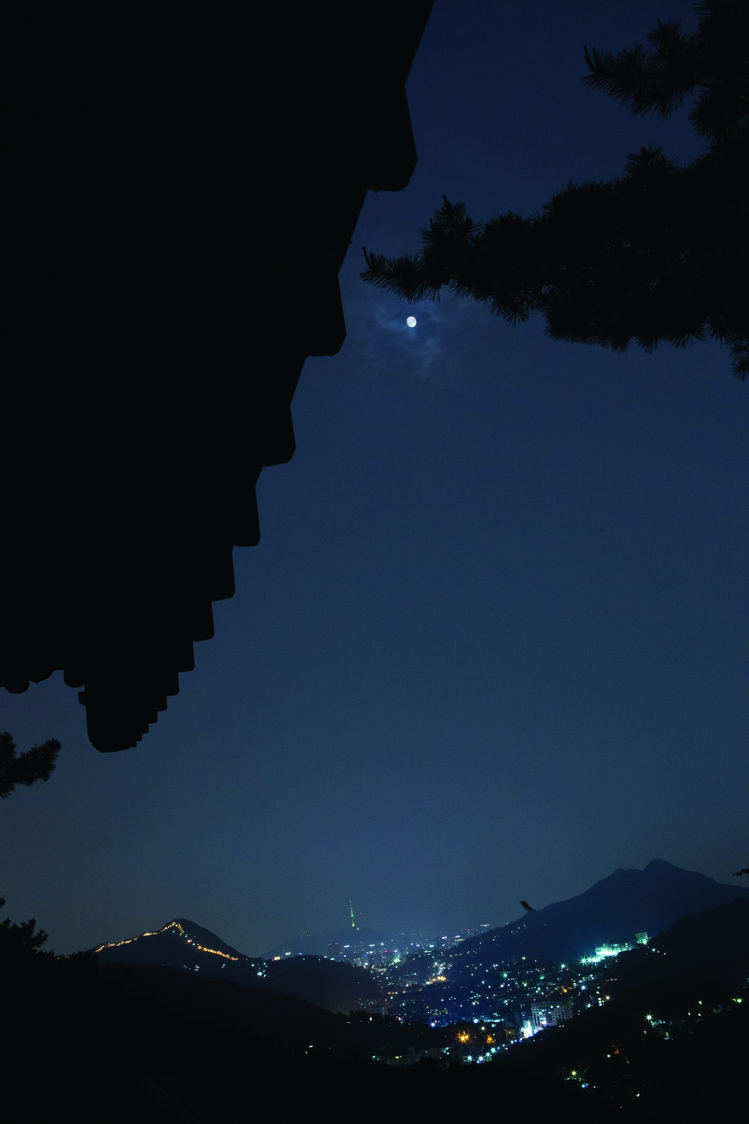
금선사의 야경

## 문화재
금선사는 일제강점기에 전소되어 중창된 지가 60년밖에 되지 않기에 유형문화재가 많지 않다. 서울시 유형문화재 161호로 지정된 금선사 신중탱화는 지정문화재로서는 유일하다. 금선사 신중탱화는 1887년에 그려진 불화로 그림 상단에는 제석천이, 하단에는 위태천이 중앙에 자리잡고 있다. 모두 불법을 옹호하고 수호하는 신중 가운데 제왕들이다.

## 주변 볼거리

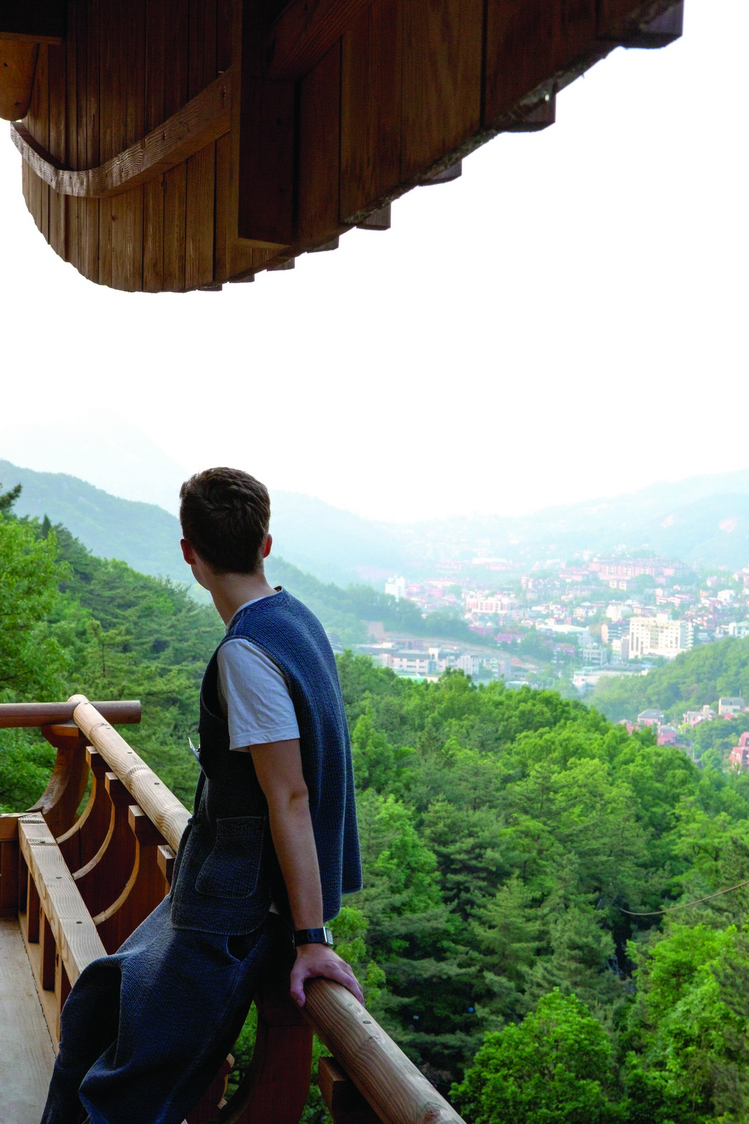
금선사에서 바라본 서울도심

금선사는 서울 북한산국립공원내에 위치하여 서울 전경을 내려다볼 수 있다. 진입로를 따라 금선사로 들어서다 금선사가 보일 즈음 능선길을 버리고 계곡으로 향하다보면 목정굴을 수직으로 통과해서 금선사로 들어가게 된다. 자연계곡에 거대한 바위가 놓이고 그 아래를 굴법당을 지나 수직으로 뚫린 굴을 따라 절로 진입할 수 있게 되어있다. 이 자연바위 법당이 바로 목정굴로 지금으로부터 220여 년 전 농산스님이 기도하다가 열반에 들었다고 전해내려오는 장소이다.

## 체험 및 시설

### 템플스테이
- 템플 스테이 프로그램을 운영 중이다.[2]

## 같이 보기
- 서울특별시의 사찰 목록